# Anton Wilhelm Solnitz

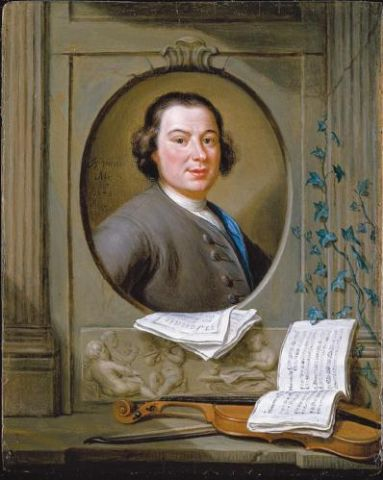
Retrat d'Anton Wilhelm Solnitz

Anton Wilhelm Solnitz (Leiden vers l'any 1743 - Amsterdam al voltant de 1778) fou un dels més notables representants de l'època de transformació de l'escola de Mannheim.
Les seves principals composicions són algunes simfonies a 3 parts; sonates a 3 i 4, i concerts de violoncel.